# SMW Beat the Champ Television Championship
Le SMW Beat the Champ Television Championship (que l'on peut traduire par championnat Beat the Champ Television de la SMW) est un championnat de catch (lutte professionnelle) utilisé par la Smoky Mountain Wrestling (SMW). Il est créé le 12 décembre 1992 quand Tracy Smothers remporte un match l'opposant à Dirty White Boy (en), Jimmy Golden et Killer Kyle.
Ce championnat a pour particularité de n'être défendu qu'à cinq reprises au maximum au cours d'un règne. Si un champion parvient à faire cela, il rend vacant son titre et obtient un match pour le championnat poids lourd de la SMW.
Au cours de son existence, 21 catcheurs ont détenu ce titre.

## Histoire
Le championnat Beat the Champ Television de la SMW est mis en place le 12 décembre 1992 quand Tracy Smothers remporte un match l'opposant à Dirty White Boy (en), Jimmy Golden et Killer Kyle. Ce jour-là, Smothers gagne aussi 1 000 dollars et les commentateurs expliquent qu'au bout de cinq défenses, il rend son titre vacant afin d'être challenger pour le championnat poids lourd de la SMW.
| #  | Champion                       | Règne | Date              | Durée              | Lieu                             | Notes                                                                                 | Réf    |
| -- | ------------------------------ | ----- | ----------------- | ------------------ | -------------------------------- | ------------------------------------------------------------------------------------- | ------ |
| 1  | Tracy Smothers                 | 1     | 12 décembre 1992  | 1 mois et 27 jours | Morristown (Tennessee)           | Il bat Dirty White Boy (en), Jimmy Golden et Killer Kyle. Diffusé le 16 janvier 1993. | [ 1 ]  |
| 2  | The Nightstalker               | 1     | 8 février 1993    | moins d’un jour    | Jellico (Tennessee)              | Diffusé le 20 février.                                                                | [ 2 ]  |
| 3  | Tim Horner                     | 1     | 8 février 1993    | 21 jours           | Jellico (Tennessee)              | Diffusé le 6 mars.                                                                    | [ 3 ]  |
| 4  | Bobby Eaton                    | 1     | 1er mars 1993     | 1 mois et 18 jours | Sevierville (Tennessee)          | Diffusé le 27 mars.                                                                   | [ 4 ]  |
| 5  | Brian Lee                      | 1     | 19 avril 1993     | 1 mois et 19 jours | Barbourville (Kentucky)          | Diffusé le 1er mai.                                                                   | [ 5 ]  |
| -  | Vacant                         | 1     | 7 juin 1993       | moins d’un jour    | Cumberland (Kentucky)            | Il rend son tite vacant après cinq victoires consécutives.                            | [ 6 ]  |
| 6  | Bobby Blaze                    | 1     | 7 juin 1993       | 1 mois et 20 jours | Cumberland (Kentucky)            | Il bat Dirty White Boy (en). Diffusé le 26 juin.                                      | [ 7 ]  |
| 7  | Dirty White Boy (en)           | 1     | 28 juin 1993      | 1 mois et 19 jours | Council (en) (Virginie)          | Diffusé le 17 juillet.                                                                | [ 8 ]  |
| -  | Vacant                         | 2     | 16 août 1993      | moins d’un jour    | Clinchport (Virginie)            |                                                                                       | [ 6 ]  |
| 8  | Jimmy Del Ray                  | 1     | 16 août 1993      | 28 jours           | Clinchport (Virginie)            | Il bat Ricky Morton. Diffusé le 4 septembre.                                          | [ 9 ]  |
| 9  | Robert Gibson                  | 1     | 13 septembre 1993 | moins d’un jour    | Oakwood (en) (Virginie)          | Diffusé le 25 septembre.                                                              | [ 10 ] |
| 10 | Dirty White Boy                | 2     | 13 septembre 1993 | 21 jours           | Oakwood (en) (Virginie)          | Diffusé le 2 octobre.                                                                 | [ 11 ] |
| -  | Vacant                         | 3     | 4 octobre 1993    | moins d’un jour    | Jellico (Tennessee)              |                                                                                       | [ 6 ]  |
| 11 | Tim Horner                     | 2     | 4 octobre 1993    | 2 mois et 2 jours  | Jellico (Tennessee)              | Il bat Juicy Johnny. Diffusé le 6 novembre.                                           | [ 12 ] |
| -  | Vacant                         | 4     | 6 décembre 1993   | moins d’un jour    | Jefferson (Caroline du Nord)     | À la suite d'une blessure de Horner.                                                  | [ 6 ]  |
| 12 | Tracy Smothers                 | 2     | 6 décembre 1993   | moins d’un jour    | Jefferson (Caroline du Nord)     | Il bat Jimmy Del Ray pour devenir champion. Diffusé le 11 décembre.                   | [ 13 ] |
| 13 | Chris Candido                  | 1     | 6 décembre 1993   | 1 mois et 4 jours  | Jefferson (Caroline du Nord)     | Diffusé le 8 janvier 1994.                                                            | [ 14 ] |
| 14 | Robbie Eagle                   | 1     | 10 janvier 1994   | 28 jours           | Chilhowie (Virginie)             | Diffusé le 5 février.                                                                 | [ 15 ] |
| 15 | The Hornet                     | 1     | 7 février 1994    | moins d’un jour    | Jellico (Tennessee)              | Diffusé le 26 février.                                                                | [ 16 ] |
| 16 | Killer Kyle                    | 1     | 7 février 1994    | 1 mois             | Jellico (Tennessee)              | Diffusé le 12 mars.                                                                   | [ 17 ] |
| 17 | Mike Furnas                    | 1     | 7 mars 1994       | 28 jours           | Dungannon (Virginie)             | Diffusé le 19 mars.                                                                   | [ 18 ] |
| 18 | Bruiser Bedlam                 | 1     | 4 avril 1994      | 28 jours           | Clinton (Kentucky)               | Diffusé le 16 avril.                                                                  | [ 19 ] |
| -  | Vacant                         | 5     | 2 mai 1994        | moins d’un jour    | Harriman (Tennessee)             | Le titre est vacant après cinq défenses réussi de Bedlam.                             | [ 6 ]  |
| 19 | Kendo The Samurai (Tim Horner) | 3     | 2 mai 1994        | 1 mois et 5 jours  | Harriman (Tennessee)             | Il bat Chris Hamrick. Diffusé le 4 juin.                                              | [ 20 ] |
| 20 | Tracy Smothers                 | 3     | 7 juin 1994       | 28 jours           | Loudon (Tennessee)               | Diffusé le 18 juin.                                                                   | [ 21 ] |
| -  | Vacant                         | 6     | 5 juillet 1994    | moins d’un jour    | Waynesville (Caroline du Nord)   | Smothers rend son titre vacant après cinq victoires consécutives.                     | [ 6 ]  |
| 21 | Chris Candido                  | 2     | 5 juillet 1994    | 1 mois et 3 jours  | Waynesville (Caroline du Nord)   | Il bat Scott Studd pour devenir champion. Diffusé le 23 juillet.                      | [ 22 ] |
| 22 | Lance Storm                    | 1     | 8 août 1994       | 28 jours           | Saltville (Virginie)             | Diffusé le 27 août.                                                                   | [ 23 ] |
| 23 | Boo Bradley                    | 1     | 5 septembre 1994  | 28 jours           | Cumberland (Kentucky)            | Diffusé le 24 septembre.                                                              | [ 24 ] |
| 24 | Scott Studd                    | 1     | 3 octobre 1994    | moins d’un jour    | Morganton (Caroline du Nord)     | Diffusé le 15 octobre.                                                                | [ 25 ] |
| 25 | Bryant Anderson                | 1     | 3 octobre 1994    | 1 mois et 4 jours  | Morganton (Caroline du Nord)     | Diffusé le 29 octobre.                                                                | [ 26 ] |
| -  | Vacant                         | 7     | 7 novembre 1994   | moins d’un jour    | Oakwood (Virginie)               | Anderson rend son titre vacant après cinq victoires consécutives.                     | [ 6 ]  |
| 26 | Brian Lee                      | 2     | 7 novembre 1994   | 28 jours           | Oakwood (Virginie)               | Il bat The Nightmare. Diffusé le 10 décembre.                                         | [ 27 ] |
| 27 | Buddy Landel                   | 1     | 5 décembre 1994   | 2 mois et 1 jour   | Princeton (Virginie-Occidentale) | Diffusé le 31 décembre.                                                               | [ 28 ] |
| -  | Vacant                         | 8     | 6 février 1995    | moins d’un jour    | Lenoir (Caroline du Nord)        | Landel rend son titre vacant après cinq victoires consécutives.                       | [ 6 ]  |
| 28 | Boo Bradley                    | 2     | 6 février 1995    | moins d’un jour    | Lenoir (Caroline du Nord)        | Bradley bat The Wolfman.                                                              | [ 6 ]  |
| 29 | Billy Black                    | 1     | 6 février 1995    | moins d’un jour    | Lenoir (Caroline du Nord)        | Diffusé le 4 mars.                                                                    | [ 29 ] |
| -  | Vacant                         | 9     | 6 février 1995    | moins d’un jour    | Lenoir (Caroline du Nord)        | À cause d'une blessure de Black.                                                      | [ 6 ]  |
| 30 | Killer Kyle                    | 2     | 6 février 1995    | 2 mois et 1 jour   | Lenoir (Caroline du Nord)        | Kyle bat Boo Bradley.                                                                 | [ 6 ]  |
| 31 | Bobby Blaze                    | 2     | 7 avril 1995      | 7 mois et 18 jours | Pikeville (Kentucky)             |                                                                                       | [ 6 ]  |
| -  | Abandonné                      | NC    | 25 novembre 1995  | NC                 | NC                               |                                                                                       | [ 6 ]  |